# Sœur Odile
Pour les articles homonymes, voir Odile.
Nadine Loubet, mieux connue sous le nom de Sœur Odile, est une religieuse-ouvrière dominicaine française née le 12 octobre 1931 à Saint-Girons et morte le 22 avril 2010 à Lobos. Sa vie est marquée par son engagement dans la résistance au régime dictatorial d'Augusto Pinochet (1973-1990) depuis les quartiers périphériques de Santiago au Chili. Liée aux milieux proches de la Théologie de la Libération, elle s'implique dans différentes organisations de résistance, participe à des missions de sauvetage visant à mettre à l'abri des personnes persécutées ainsi qu'aux manifestations du Mouvement contre la torture Sébastian Acevedo (es),.

## Biographie
Née le 12 octobre 1931 à Saint-Girons (Ariège), Nadine grandit dans une famille catholique de l'Ariège. À la suite de la Seconde Guerre mondiale et du procès du père de famille jugé pour collaboration, les Loubet s'exilent en Amérique latine. Après l'installation de la famille en Argentine, Nadine arrive en Uruguay où elle devient une religieuse dominicaine de la Congrégation Sainte-Catherine de Sienne. Elle enseigne au sein des collèges de la capitale uruguayenne de Montevideo, avant d'être nommée responsable d'une communauté de sa congrégation à Barrancas (Santiago, Chili), à la fin de l'année 1964.
À Santiago, Sœur Odile sort des couvents et des collèges de sa congrégation pour rencontrer et s'insérer dans "l'univers pobladores", celui des quartiers pauvres et marginaux de la ville. Le Chili traverse alors une période de profonds bouleversements caractérisée d'abord par la "révolution en liberté" promue par la démocratie-chrétienne d'Edouardo Frei puis par l'avènement au pouvoir de la coalition de gauche de l'Unité populaire portée par Salvador Allende (1970-1973).
Dans le contexte des profonds bouleversements religieux du concile Vatican II et de la conférence de Medellín de l'épiscopat latino-américain, Sœur Odile, installée au Montijo dans la zone ouest de Santiago, s'inscrit dans le courant libérateur de l'Église chilienne portant une option préférentielle pour les pauvres.
Le 11 septembre 1973, elle vit le coup d'État militaire des forces armées chiliennes depuis la commune de Pudahuel dans la zone ouest de Santiago. Cet événement pousse la sœur française à prendre la plume pour raconter l'installation au pouvoir de la junte militaire soutenue par les États-Unis. L'Ariégeoise s'engage alors dans la résistance, qu'elle ne quittera pas durant les dix-sept années de dictature. Dès la soirée du 13 septembre 1973, elle accueille un réfugié brésilien blessé par balles dans son habitation, puis l'aide à quitter le pays. Durant les premiers mois du régime militaire, elle participe également à des opérations de sauvetage visant à mettre à l'abri des personnes persécutées dans les ambassades de la capitale, accompagnée d'autres prêtres et religieuses. L'ambassadrice française Françoise de Menthon la cite à plusieurs reprises dans ses carnets, la nommant "Sœur O." pour la protéger. Elle fut également une membre active du Mouvement contre la torture Sébastian Acevedo (es) (MCTSA), créé en 1983 pour dénoncer l'utilisation massive de la torture au Chili et apparaît sur de nombreux clichés pris à cette époque. Son engagement dans la résistance au régime la met en danger et entraîne notamment une tentative d'assassinat perpétrée en 1986, par un jeune homme qui s'introduit chez elle et lui assène plusieurs coups de couteau.
Elle s'engage aux côtés des pauvres et des persécutés jusqu'à la fin de la dictature de Pinochet, en 1990. Elle reste au Chili jusque dans les années 2000, avant de retourner en Argentine où elle décède le 22 avril 2010. Elle est enterrée dans la ville de Lobos.

## Ses carnets

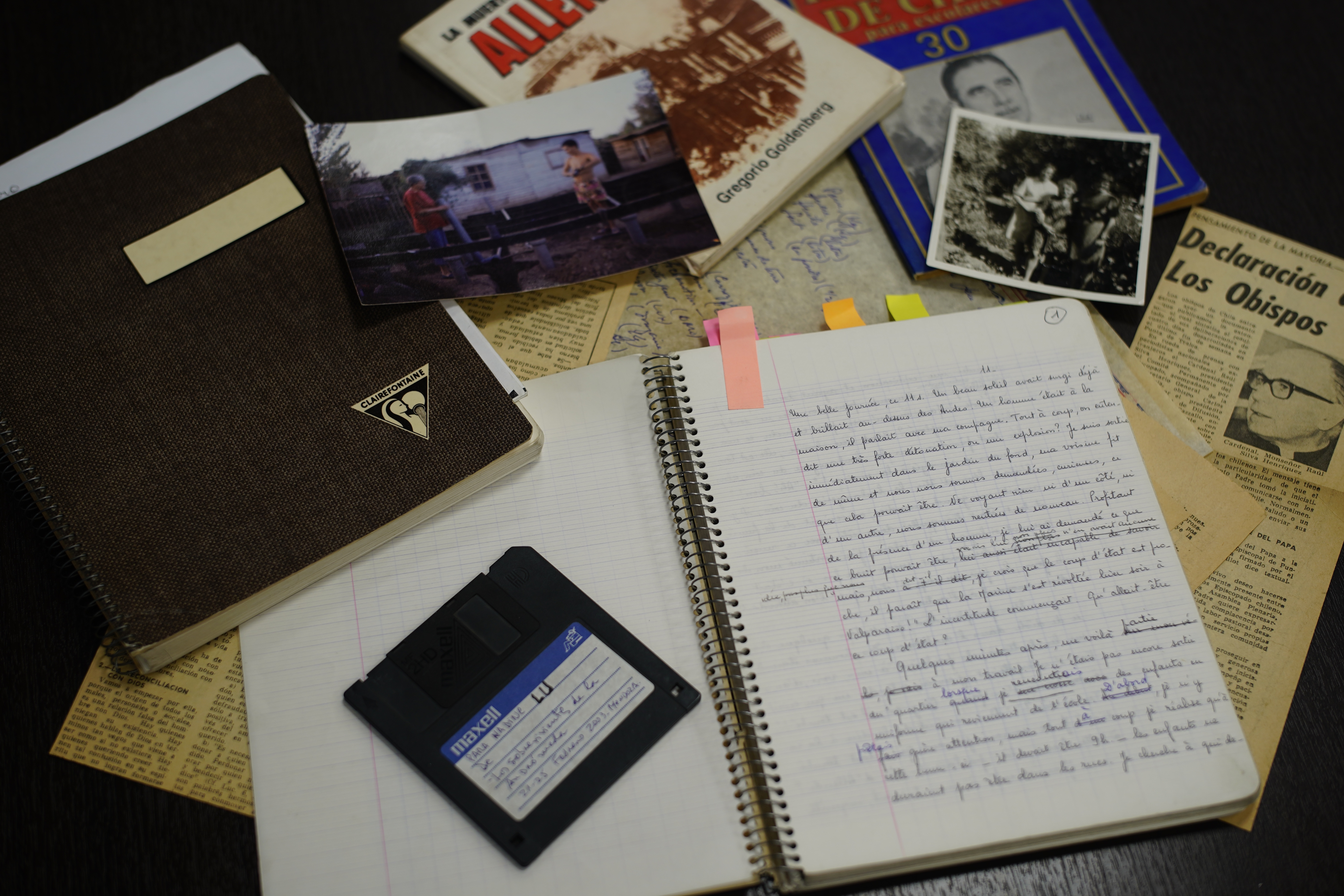
Carnets de Nadine Loubet, rédigés durant les premiers mois de la dictature chilienne.

À la suite du coup d'État, Sœur Odile commença à écrire pour témoigner de son quotidien et de l'horreur de la dictature naissante. Dans les premiers mois consécutifs au golpe, elle rédigea ainsi deux carnets qui constituent une source historique de premier ordre pour appréhender la répression dans la capitale chilienne, la résistance de réseaux chrétiens et les divisions internes à l'Église chilienne. Nadine fit le choix de les sortir du pays par l'intermédiaire d'un prêtre salésien Fidei donum, expulsé du Chili en octobre 1974 avant de les récupérer quelques années plus tard. Ils constituent la base du documentaire Au nom de tous mes frères consacré à Sœur Odile.

### Redécouverte du parcours de Nadine Loubet
Le parcours de Nadine Loubet a été mis en lumière grâce au film documentaire Au nom de tous mes frères (2019), réalisé par Samuel Laurent-Xu et distribué par le Centre audiovisuel Simone-de-Beauvoir. Basé sur les carnets de Sœur Odile et sur des entretiens avec plusieurs femmes l'ayant côtoyé au Chili, le film raconte l'engagement de la religieuse française pour les droits humains et contre la dictature, aux côtés de plusieurs autres femmes et des classes laborieuses,.
Le constat d'invisibilisation des femmes religieuses et laïques dans la mémoire de la résistance chilienne a entraîné la réalisation d'une enquête historique consacrée à Sœur Odile et aux femmes de l'ombre des résistances clandestines au régime civilo-militaire entre 2020 et 2023,. Ses résultats ont été publiés dans l'ouvrage Des femmes contre Pinochet. Odile Loubet et les résistantes de l'ombre (Chili, 1973-1990), éditions Karthala, coll. « Signes des Temps », juillet 2023.